# フレンチぶる
フレンチぶるは、かつてケイダッシュステージで活動していた日本のお笑いコンビ。2023年1月25日解散。

## メンバー
- 加瀬部 駿介（かせべ しゅんすけ　1987年7月20日（37歳） - ）ボケ担当、立ち位置は向かって左
神奈川県横浜市出身[2]
身長171cm、血液型O型[2]
愛称は「べーちゃん」[3]。
神奈川県立横浜南陵高等学校 → 帝京大学卒業[4]
ゆーびーむ☆は高校の1年後輩であり、高校生時代から現在でも親交がある[5]。
趣味はヴァイオリン演奏 、筋肉トレーニング 、ドラマ鑑賞[2]
特技はアメリカンフットボール[2][注 1]、正しい腹筋運動の仕方を教えること、恋愛相談、女子会への参加[2]。そして恋話好きでもある[6]。
元宅配バイト。「まとめ配送」をすると1階でインターホンを鳴らしてから最後の部屋にたどり着くまで時間がかかるので怒られることもあったこと、集合玄関で配達の順番を考えながら荷物の仕分けをするとマンションの管理人から邪魔がられたこと、宅配ボックスに入れてはいけない荷物が入ってクレームが入ったことなど、週刊誌の記事で思いの丈を話している。中でも辛かったのは不在率の高さであり、カップラーメンを食べようとお湯を入れても再配達の依頼の電話がかかってきて配送に出かけ、帰った時に伸びきったラーメンを食べることがままあったという[7]。
LesMills公認 CXWORXインストラクターの資格有り[2]。
中学生時代にダウンタウン・松本人志に憧れ、お笑い界を目指すようになる[6]。
コンビ結成以後に2013年5月、2015年2月の2回入院、闘病生活を送る。この時に、世界で70人しかいない奇病持ちであることが判明する[3]。
フレンチぶる結成前は、コンビ「笑納言」（ワタナベエンターテインメント所属）で活動[1]
ネタの内容と傾向から、よく“オネエ”と言われるが、否定している。また、下ネタは嫌いとのこと[8]。
加藤ミリヤのファン。自分たちの「オールナイトニッポンR」（ニッポン放送）でも「クイズ加藤ミリヤ!」というコーナーを設けたほどである[9]。
- 大西 翔（おおにし しょう　1991年2月9日（34歳） - ） ツッコミ担当、立ち位置は向かって右
神奈川県川崎市出身[2]
身長173cm、血液型O型[2]
法政大学卒業[6]。
趣味はプロレス観戦、読書、ギター演奏、スーパー銭湯巡り[2]
特技は手品[2]、カードマジック[8]
新選組検定三級、実用英語技能検定準二級、日本漢字能力検定準二級、サウナ・スパ健康アドバイザーのそれぞれの資格を持つ[2]。
小学生の頃から教室でコントを披露しており、本人曰くクラスの人気者的存在だったとのこと[6]。
フレンチぶる結成前は、コンビ「ナンバーサーティーン」（ワタナベエンターテインメント所属　2011年11月30日結成、2012年9月解散）で活動[1]（この当時の相方は、元・なんぶ桜の中野孝康）。

## 略歴
2012年10月13日、ワタナベコメディスクール14期生の同期生同士である、元笑納言の加瀬部駿介、元ナンバーサーティーンの大西翔の二人によって結成。なお、二人ともそれぞれの前コンビ時代まではワタナベエンターテインメントに所属していたが、それぞれのコンビが解散した後は二人ともワタナベを退所。
2013年5月、加瀬部が血が止まらなくなる原因不明の病気 に罹患して入院、2カ月間活動休止。
結成以来フリーで活動していたが、2013年11月にケイダッシュステージ所属となる。
2013年12月、「新人内さまライブ チャンピオン大会」の初代チャンピオンとなる。
結成当初のコンビ名は全て片仮名書きの「フレンチブル」だったが、2014年11月に「ブル」のみ平仮名書きの「ぶる」にして、現在の「フレンチぶる」に改名。
2023年1月25日をもって解散。お互いの考えにズレが出始めたなどのことが解散の理由ということである。加瀬部はピン芸人「SHUNSUKE」として活動し、大西はYouTuberへの道を目指すという。

## 芸風
主にコント。ボーイズラブを取り入れたコントを持ち味としている。ネタは基本的に加瀬部が作っている。「タモツとイッペイ」「風呂焚き人と坊っちゃん」などのネタを持つ。ネタは映画などからヒントを得て「人の悲しいシーン」「ありがた迷惑」など色々な状況を着想して作り、それらのネタの面白さを大西が判断してネタを完成させて行くなどのスタイルをとっている。加瀬部が「愛」という言葉が好きでもあることから、愛に包まれたネタ作りを目指しているという。
漫才もすることがあり、その際は加瀬部がロマンティックな言動を取り続けるボケを担当し、大西がツッコミを担当する。

## 出演

### テレビ
- 学生才能発掘バラエティ 学生HEROES!（テレビ朝日）- 2014年2月6日　後に加瀬部のみ、レポーター兼ナレーターでレギュラー出演
- 内村さまぁ〜ず（TOKYO MX　他）- 2014年3月3日～3月17日、2018年11月26日～12月3日、2020年6月8日～6月15日
- PON!（日本テレビ）- 2015年9月14日「お笑い数うちゃPON！」コーナー
- さまぁ〜ずの クイズ!芸人100人が答えました!（TBSテレビ）- 2016年1月6日
- 本能Z（CBCテレビ）- 2016年3月19日
- お笑いトレンディ夜会（BS朝日）- 2016年9月27日
- ミッドナイトマルシェ（テレビ朝日）- 2016年12月5日、2016年12月25日、2017年1月9日、2017年3月20日
- 新しい波24（フジテレビ）- 2016年12月28日 2017年4月から週1回レギュラー化後は「波24メンバー」としてレギュラー出演
- ショッピングなう（テレビ朝日）- 2017年1月10日、2017年2月24日
- 深夜に発見!新shock感〜一度おためしください〜（テレビ東京）- 2017年6月24日、2017年9月24日、2018年7月7日深夜
- 明石家地下王国（TBS）- 2017年7月12日
- 真夜中のおバカ騒ぎ!（千葉テレビ放送・2017年12月28日・2019年9月12日・2019年11月14日・2020年12月3日・2021年3月11日・2021年3月25日、TOKYO MX・2017年12月30日・2019年9月14日・2019年11月16日・2020年12月5日・2021年3月13日・2021年3月27日）
- とんねるずのみなさんのおかげでした（フジテレビ）- 2018年1月11日、加瀬部のみ
- マチコミ（テレビ埼玉）- 2018年9月26日
- ホリ＆はなわ＆美咲のお宝鑑定団が行く！（千葉テレビ）- 2018年10月20日
- ザ!世界仰天ニュース（日本テレビ）- 2018年11月13日
- でんじろうのTHE実験（フジテレビ）- 2020年11月13日、オードリー春日俊彰の人間ゼリー実験の間のネタ見せ企画に出演[15]
- 中居大輔と本田翼と夜な夜なラブ子さん（TBS）- 2021年8月12日、加瀬部のみ再現VTR出演
- ネタポン（テレ朝チャンネル）- 2022年3月・4月出演
- 最初にかえるひと（日本テレビ）- 2023年2月25日。フレンチぶるとして最後の出演。解散が決まった後の二人に密着した様子が放送された[16][17][13]。

### ラジオ
- マイナビ Laughter Night（TBSラジオ）
- 三四郎のオールナイトニッポン初笑いスペシャル（ニッポン放送）- 2017年1月1日[18]。
- フレンチぶるのオールナイトニッポンR（ニッポン放送）- 2017年3月25日深夜
上記「オールナイトニッポン初笑いスペシャル」で、出場芸人の中から"一番ハネた"芸人に選ばれ、そのご褒美としてこの番組を放送。加瀬部のための企画「クイズ加藤ミリヤ!」、大西のための企画「仕事につながる資格のコーナー!」などを放送[9]。